# Toxicology in Vitro
Toxicology in Vitro, abgekürzt Toxicol. Vitro, ist eine wissenschaftliche Fachzeitschrift, die vom Elsevier-Verlag veröffentlicht wird. Die Zeitschrift ist das offizielle Publikationsorgan der European Society of Toxicology in Vitro, sie erscheint derzeit mit sechs Ausgaben im Jahr. Es werden Arbeiten veröffentlicht, die sich mit der Anwendung von In-vitro-Methoden in der Toxikologie beschäftigen.
Der Impact Factor lag im Jahr 2014 bei 2,903. Nach der Statistik des ISI Web of Knowledge wird das Journal mit diesem Impact Factor in der Kategorie Toxikologie an 29. Stelle von 87 Zeitschriften geführt.